# Quararibea casasecae
Quararibea casasecae är en malvaväxtart som beskrevs av Fern.Alonso och Castrov.. Quararibea casasecae ingår i släktet Quararibea och familjen malvaväxter. Inga underarter finns listade i Catalogue of Life.